# Rhytiphora saundersii
Rhytiphora saundersii là một loài bọ cánh cứng trong họ Cerambycidae.